# Santa Caterina di Valfurva
Santa Caterina Valfurva is een plaats (frazione) in de Italiaanse gemeente Valfurva.

## Geboren
- Achille Compagnoni (1914-2009), alpinist